# União Asiática de Ginástica
A União Asiática de Ginástica (sigla: UAG), fundada em 1982 e formada pelas federações nacionais, é a federação que rege as modalidades de ginástica em todo o continente asiático e que responde diretamente à Federação Internacional de Ginástica (sigla: FIG).